# آیفون ۴اس
آیفون ۴اس (به انگلیسی: iPhone 4s) نسل پنجم گوشی هوشمند آیفون می‌باشد که بعد از آیفون ۴ توسط شرکت اپل ساخته شده و در تاریخ ۱۴ اکتبر ۲۰۱۱ رونمایی شد.
آیفون ۴s با پردازنده دوهسته‌ای A5 و دوربین ۸ مگاپیکسل تنظیم فوکوس و همچنین ضبط ویدئوهای ۱۰۸۰p طراحی شده‌است و ظاهر آن به نسبت مدل پیشین آیفون ۴ تغییری نکرده‌است. آیفون ۴s در دو رنگ سفید و سیاه و در دو مدل دسترسی چندگانه تقسیم کدی و GSM عرضه شده و دارای حافظه ۱۶، ۳۲ و ۶۴ گیگابایتی می‌باشد.

## طراحی

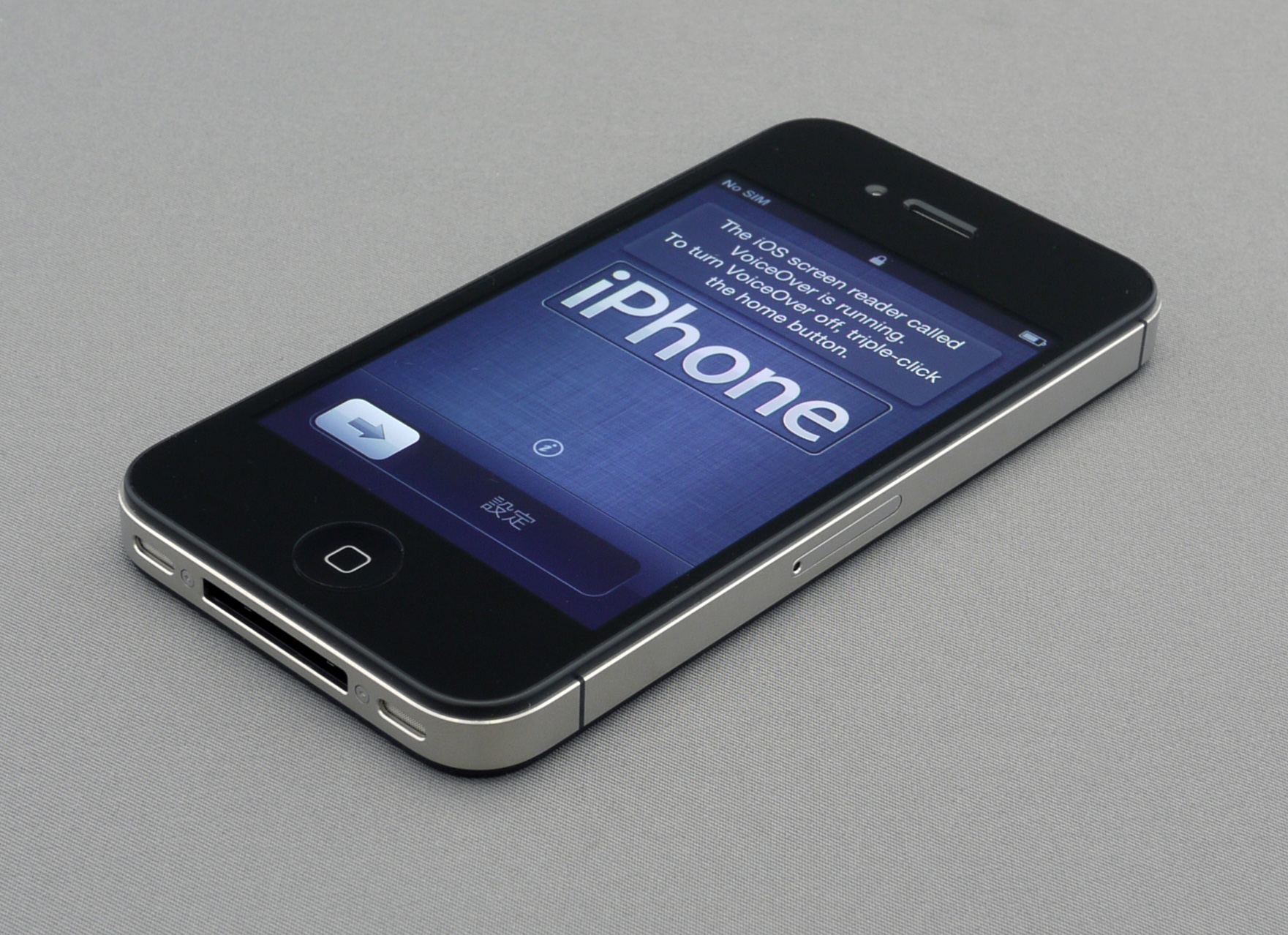
تصویری از مدل آیفون اس4

آیفون 4s در درجهٔ اول ترکیبی‌ست از یک کامپیوتر دستی، تلفن همراه، GPS، دوربین عکاسی و فیلم‌برداری و پخش‌کنندهٔ موسیقی در یک دستگاه که با یک باتری قابل شارژ لیتیوم-یون (Li-ion) کار می‌کند. این دستگاه بوسیلهٔ یک زیرساخت اینترنتی پشتیبانی می‌شود جایی که قابلیت به دست آوردن رسانه‌ها و برنامه‌های کاربردی ثانویه برای کار بر روی دستگاه فراهم شده‌است؛ که نتیجهٔ آن گسترش ظرفیت‌های آن است.
آیفون 4s از لحاظ ظاهری کاملاً شبیه آیفون ۴ است در آیفون 4s پشت و روی آن هردو صاف می‌باشد و صفحهٔ نمایش از پوشش الیفبک (oleophobic) که ضد خش و اثرانگشت است و پنجاه بار از شیشه مستحکم‌تر است پوشش داده شده‌است؛ و یک دوربین در پشت و کناره‌های آن از اتیل ضدزنگ با دکمه‌های فلزی ساخته شده‌است این ساختار باعث استحکام فوق العادهٔ آیفون 4s شده‌است. این دستگاه دارای صفحه نمایش ۳٫۵ اینچی (8.89 cm) به همراه دکمهٔ خانه همچون آیفون‌های قبلی است. تنها تغییر ظاهری‌ای که در آن مشاهده می‌شود تبدیل شدن کناره‌های فلزی که نقش آنتن گوشی را دارند از سه‌تکه به چهارتکه است و تغییری چند میلی‌متری در جای‌گیری دکمه‌های فلزی کنار آن. آیفون 4s در دو رنگ مشکی و سفید عرضه می‌شود.

## سخت‌افزار

### آنتن
کناره‌های فلزی (فقط در این سری ۴ تکه) همانند سری‌های قبل نقش دریافت‌کننده آنتن و سیگنال تلفن‌همراه را دارند.

### صفحه نمایش
سایز صفحه نمایش آیفون ۴s نسبت به آیفون ۴ تغییری نداشته‌است و ۳٫۵ اینچ مورب ال ای دی زمینه‌ای چند لمسی خازنی و دارای صفحه نمایش با تفکیک‌پذیری بالاتر از قدرت تشخیص چشم انسان رتنا ۹۶۰×۶۴۰ پیکسل با تراکم ۳۲۶ پیکسل در اینچ با کنتراست ۸۰۰:۱ و حداکثر روشنایی cd/m2 500 می‌باشد.

### باتری
باتری گوشی iPhone 4s از باتری iPhone 4 بزرگتر و پرظرفیت تر است و این در حالی است که 4s تجهیزات داخلی به صرفه‌تری نیز در مصرف انرژی دارد. شرکت اپل اعلام کرده که باتری این گوشی در حالی که به شبکهٔ 3G وصل باشد می‌تواند تا ۸ ساعت شارژدهی کند که این حدود ۱ ساعت بیشتر از نسخهٔ پیشین است. البته به طرز عجیبی زمان شارژدهی در حالت Standby از ۳۰۰ ساعت بر روی iPhone 4 به ۲۳۰ ساعت بر روی iPhone 4s افت کرده‌است. دیگر کمیت‌ها در شارژدهی باتری مثل ۱۴ ساعت زمان مکالمه، ۱۰ ساعت تماشای ویدئو و ۴۰ ساعت گوش دادن به موسیقی همانند مدل پیشین ثابت باقی مانده‌است.

### دوربین
دو دوربین در پشت و جلو قرار دارد که دوربین پشتی (اصلی) ۸ مگاپیکسل و دوربین جلویی ۰٫۹ مگاپیکسل می‌باشد.

### لنز دوربین پشتی
لنز دوربین پشتی iPhone 4s، دارای امکانات زیر است:
- ثابت‌سازی ویدئو
- قابلیت تنظیم فوکوس
- فیلم‌برداری با ۳۰ فریم در
- همچنین در ios5 به بالا می‌توان با استفاده از دکمه کاهش صدا (به انگلیسی: Volume) در حالت لاک‌اسکرین به تصویربرداری با دوربین پردازید.

### حسگرها
آیفون ۴s دارای چهار دسته حسگر (به انگلیسی: Sensor) است.
- ۳ حسگر gyro
- شتاب سنج سه بعدی
- حسگر مجاورت
- حسگر نور محیط
- حسگر دمای محیط

### سیری(Siri)
یک نرم‌افزار هوشمندفراز است که به وسیلهٔ زبان و سخن گفتن کاربر کار می‌کند.
(یک ربات صوتی است)

### زبان‌ها
این گوشی از بیش از ۱۵۰ زبان زنده دنیا پشیتیبانی کرده و با ۱۲۰ نوع زبان می‌توانید تایپ کنید؛ این گوشی به صورت فکتوری نه برای تایپ و نه برای زبان سیستم از زبان فارسی پشتیبانی نمی‌کند اما حروف فارسی را به‌طور کامل نشان می‌دهد. البته سورس نرم‌افزار تایپ فارسی این گوشی قابل دسترسی است.

### شبکه
این سری از آیفون‌ها قابلیت پشتیبانی از شبکه 3G را دارا هستند.

## سیستم عامل
آی‌اواس (به انگلیسی: iOS) (در گذشته iPhone OS) یک سیستم عامل تلفن همراه است که در ابتدا برای آیفون و آی‌پاد تاچ توسعه داده می‌شد، از آن زمان به بعد برای استفاده در سایر دستگاه‌های شرکت اپل مانند آی‌پد و اپل تی‌وی گسترش یافت. این دستگاه را می توان تا ios 8 به‌روز رسانی کرد. شرکت اپل مجوز استفاده از آی‌اواس برای نصب بر روی سخت‌افزارهای شخص ثالث را نمی‌دهد. اپ استور در ۶ مارس ۲۰۱۲ دارای بیش از ۵۵۰٫۰۰۰ اپلیکیشن بود که جمعاً بیش از ۲۵ بیلیون بار دانلود شده‌اند. در سه‌ماهه آخر سال ۲۰۱۰ این سیستم‌عامل ۱۶٪ از سهم سیستم‌عامل تلفن‌های هوشمند را در اختیار داشت، پایین‌تر از اندروید گوگل و سیمبین نوکیا. این سیستم‌عامل در ماه مه ۲۰۱۰ در ایالات متحده آمریکا، ۵۹٪ از مصرف داده‌های وب تلفن همراه (از جمله استفاده از آی‌پاد تاچ و آی‌پد) را به خود اختصاص داد.
رابط کاربری آی‌اواس بر اساس مفهوم دستکاری مستقیم (concept of direct manipulation)، با استفاده از حرکات چند لمسی (multi-touch gestures) طراحی شده‌است. عناصر رابط کنترل از:
switchesو slidersو buttons تشکیل شده‌است. پاسخ به ورودی کاربر فوری است و رابط سیال را فراهم می‌کند. تعامل با سیستم عامل حرکاتی را شامل می‌شود از این جمله حرکات می‌توان: swipe, tap, pinch, reverse pinch که هر کدام از این‌ها تعاریف خاصی را در چارچوب IOS سیستم عامل و رابط کاربری چند لمسی آن را دارا می‌باشند. . شتاب سنج داخلی توسط برخی از برنامه‌های کاربردی مورد استفاده قرار گیرد که برای پاسخ به تکان دادن دستگاه (یکی از نتایج شایع ان دستور خنثی‌سازی است) یا چرخش آن را به سه بعد (یکی از نتایج شایع ان تعویض از عمودی به افقی است).
modeiOS از OX مک مشتق شده‌است، که با آن که سهام آن به بنیاد داروین تعلق دارد، و در نتیجه این سیستم عامل شبه یونیکس از طبیعت است.

## لوازم جانبی
1. شارژر هوشمند
2. کابل usb
3. هندزفری
4. فنر برای بازکردن درب کشویی سیم‌کارت

## موردهای جدید
موارد جدیدی که نسبت به آیفون ۴ در این مدل دیده می‌شود.
1. پردازنده دو هسته A۵
2. قدرت بیشتر Wireless و آنتن دهی دستگاه
3. دوربین ۸ مگاپیکسل با قابلیت تشخیص چهره
4. ضبط ویدئوهای ۱۰۸۰p
5. Airplay
6. iCloud
7. iOS ۵
8. گیرندهٔ سیگنال GLONASS
9. Siri: سیستم بسیار قدرتمند مدیریت صوتی[۳]

## مشکلات
از زمان رونمایی آیفون 4s مشکلات زیر گزارش شده‌است.
1. زردی صفحهٔ نمایش (تحت تأثیر زمینهٔ سیاه):که در آیفون‌های L.L.A برطرف شده‌است.
2. مشکل باتری: البته شرکت اپل مشکل را پیدا کرد و بلافاصله آن را در نسخهٔ (iOS 5.1.1) برطرف کرده.

## فروش

### فروش میلیونی
۴ میلیون نسخه آیفون ۴اس درروزهای اول انتشار به‌فروش رفت. شرکت اپل در روز ۱۸ اکتبر ۲۰۱۱ اعلام کرد که بین روزهای ۱۴ اکتبر تا ۱۶ اکتبر ۲۰۱۱ بیش از چهار میلیون نسخه از تلفن هوشمند آیفون ۴اس خود را به‌فروش رسانده‌است.

### فروش در ایران
با توجه به قوانین آمریکا شرکت‌های ایالات متحده موظف به تحریم ایران هستند از این رو فروش قانونی این نسخه و نسخه‌های پیشین هرگز شروع نشده‌است. به همین علت ساخت اکانت شرکت اپل با سرورهای ایرانی ممکن نیست. (برای استفاده از آی‌کلاد و خرید نرم‌افزارهای شرکت اپل و سایر شرکت‌های وابسته و همچنین برای راه‌اندازی نرم‌افزارهای رایگان شرکت اپل نیاز به اکانت آی‌تونز یا اکانت اپل می‌باشد)

## نگارخانه

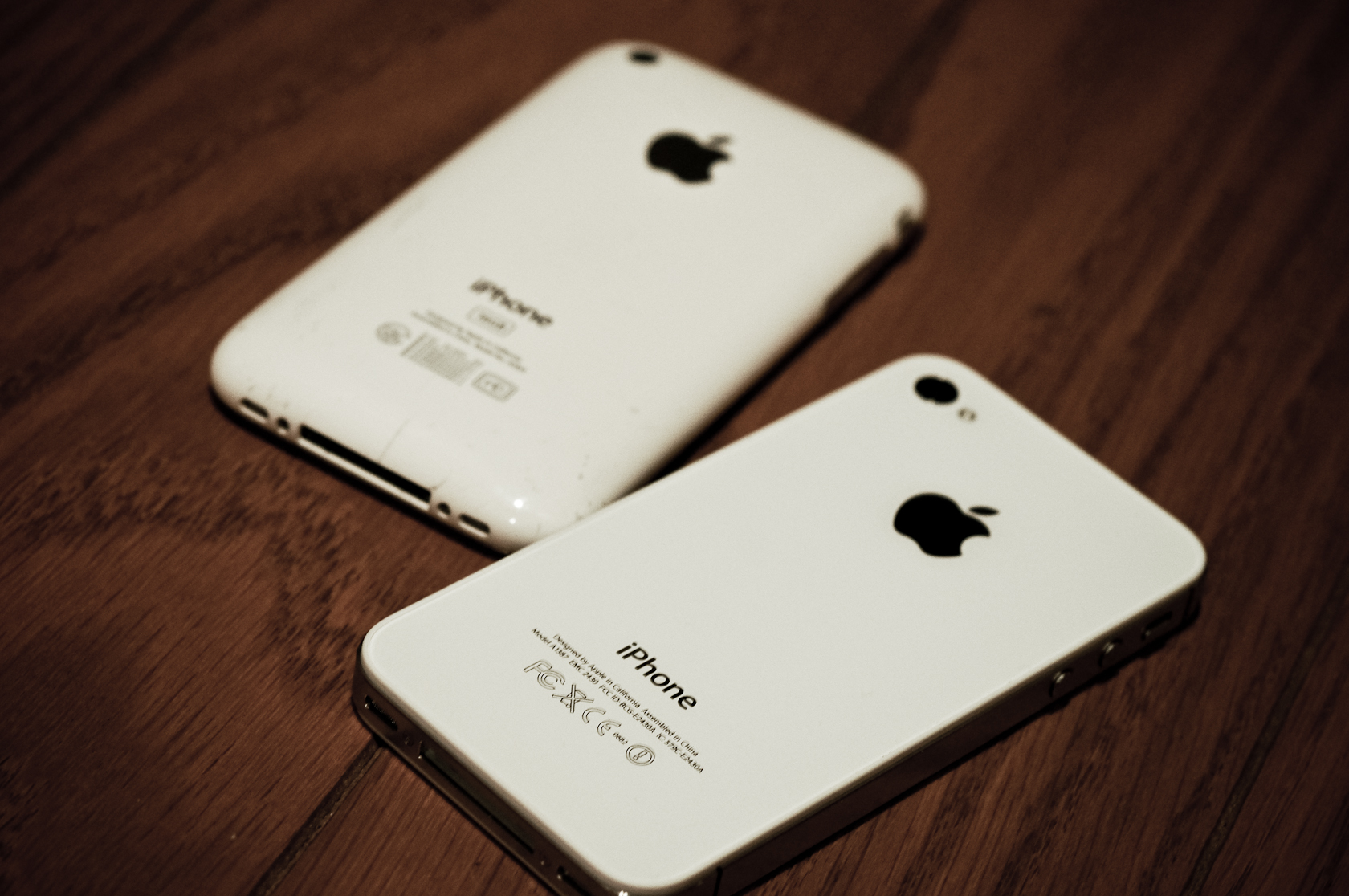
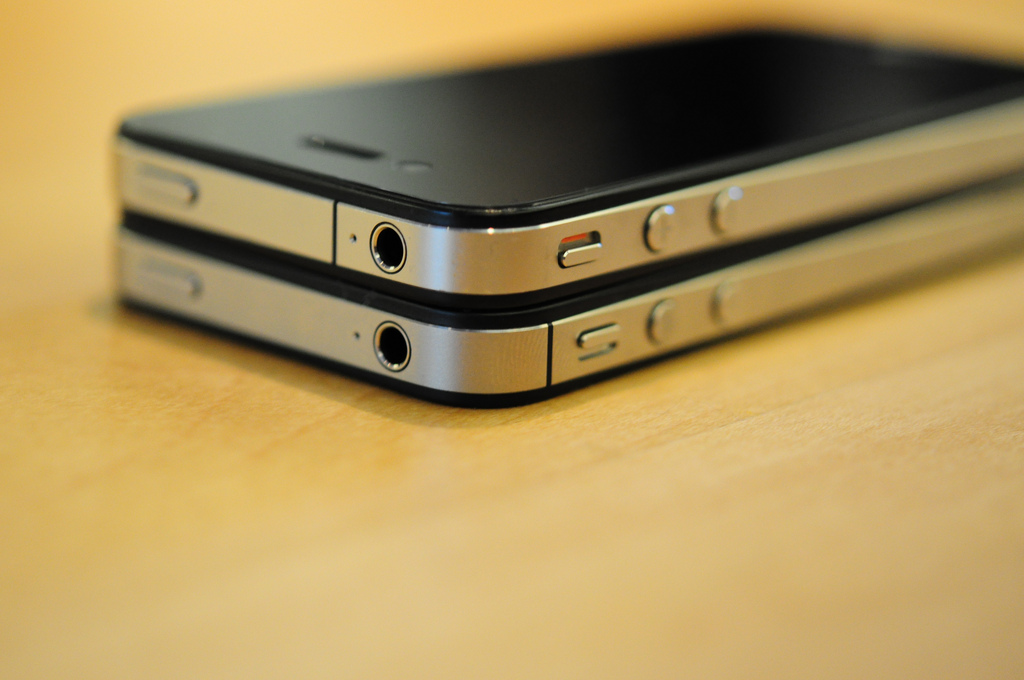
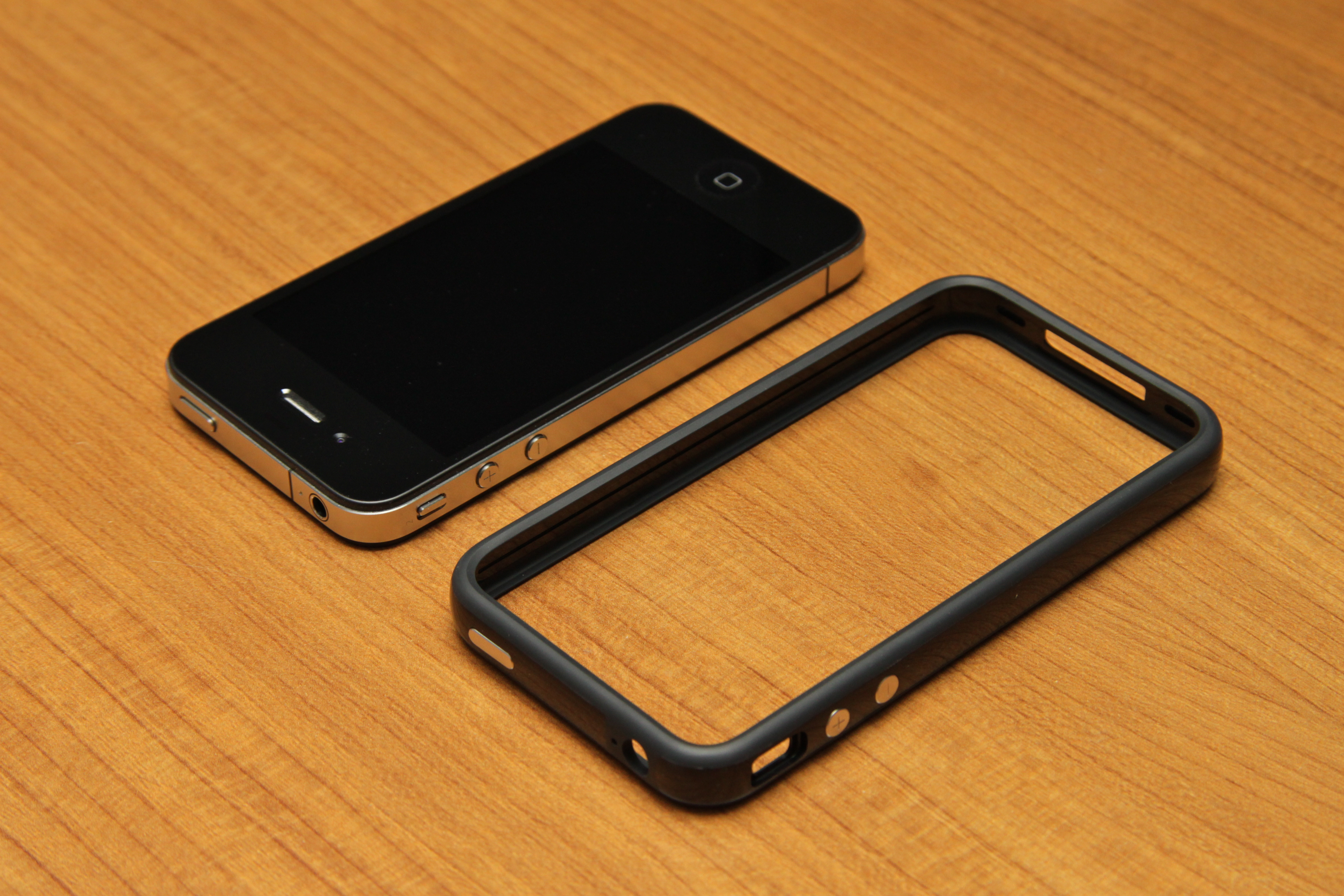
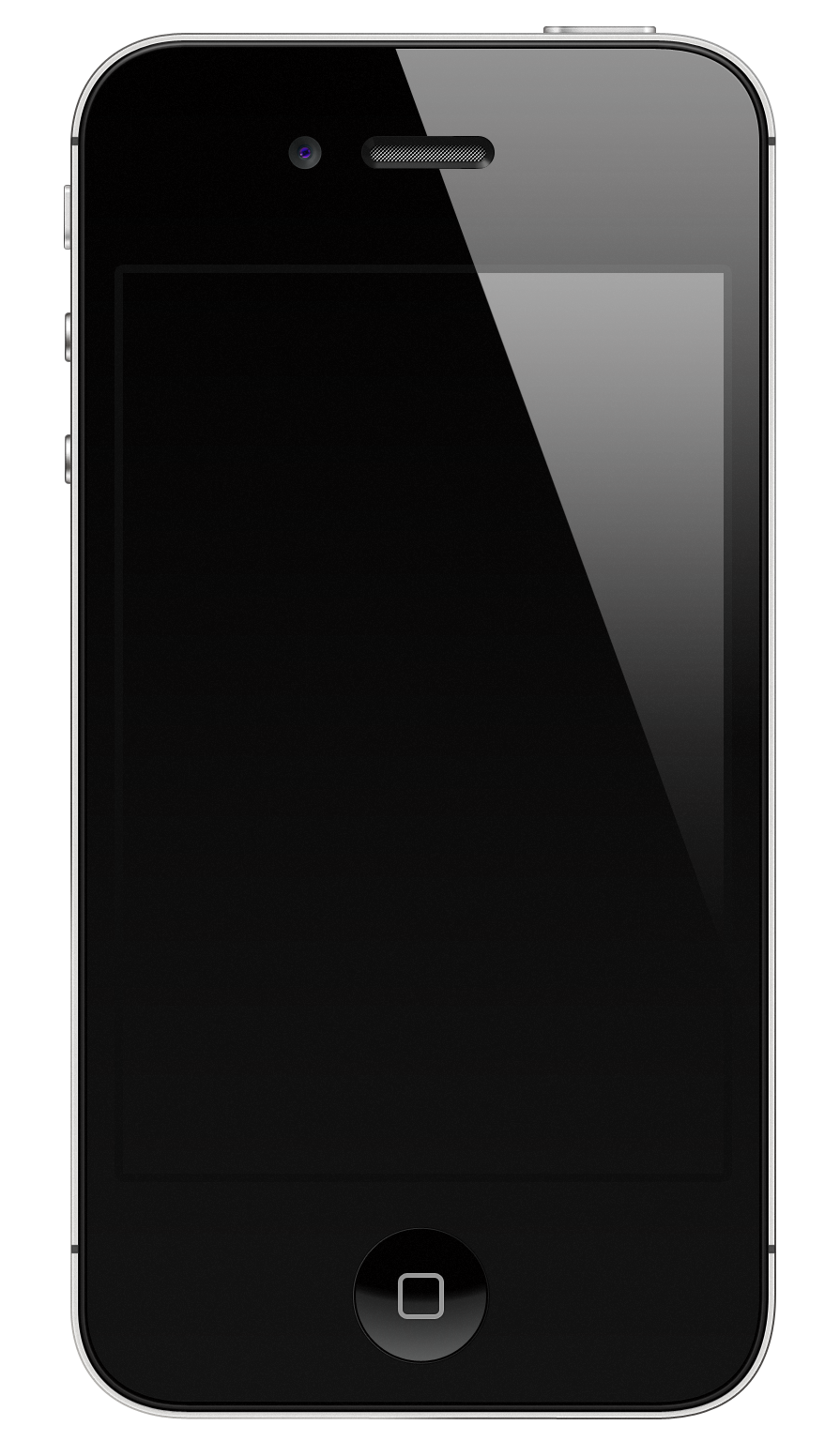